# Mir kumen on
Pour plus de détails, voir Fiche technique et Distribution.
Mir kumen on (Nous arrivons) est un film polonais réalisé en yiddish par Aleksander Ford et sorti en 1936.

## Synopsis
Ce film documentaire à caractère promotionnel, produit par l'Union générale des travailleurs juifs (Bund), était destiné à lever des fonds auprès de la diaspora juive et des mouvements d’obédience socialiste pour les œuvres sociales du Bund dont le sanatorium Vladimir Medem faisait partie. Un prologue appelant à la solidarité internationale était ajouté dans la langue nationale du pays.
Le film montre la vie quotidienne des enfants au sanatorium Medem ainsi que ses équipements. Situé à Miedzeszyn, aujourd'hui un quartier sud-est de Varsovie, le sanatorium était destiné aux enfants et jeunes adultes des quartiers juifs pauvres, montrés au début du film, qui, en raison de leur mauvais état de santé, risquaient d'y contracter la tuberculose. Leur durée de séjour variait de deux à six mois. Ouvert en 1926, furent ainsi accueillis au sanatorium environ 10 000 enfants jusqu’en 1939 .
Sous la direction de son cofondateur, Shloyme Gilinski, le sanatorium était connu pour ses méthodes médicales et d'hygiène novatrices et surtout sa pédagogie et psychologie révolutionnaire, inspirée de celle de Janusz Korczak, largement montrée dans le film avec une séance du Conseil des Enfants, une inspection de la Commission de contrôle, les informations données collectivement aux enfants et la mise en valeur des tâches collectives qu'ils assument eux-mêmes. Les conflits personnels sont résolus par les enfants eux-mêmes (en présence d'un tiers adulte). Le réalisateur montre l'importance de la relation avec les animaux et la nature, les enfants participants aux travaux du jardin et de la ménagerie. Une fois les tâches terminées, les enfants peuvent jouer, apprendre à chanter ou encore se reposer. Ce sont les scènes finales du film.

## Les chansons
Le film comporte treize chansons, dont huit chantés par le chœur des enfants, dirigé par Yankl Troupiański, dont la chanson - titre Mir Kumen On qui ponctue le film sur un note optimiste en contraste absolu avec le futur proche. Des enregistrements de cette chanson sont disponibles en ligne, en particulier dans un article de l'encyclopédie du YIVO, ainsi que, avec les paroles, dans la collection de chansons juives Stonehill.
Quatre chansons sont interprétées en solo par des enfants, dont une en polonais. Une chanson du film (chant de lutte des mineurs) est interprété par un chœur d'hommes.

## Tournage et diffusions
Le film a été tourné en partie en extérieur, au cours de l'été 1935, les scènes d'intérieur plus tardivement : il y est fait référence au centenaire proche de la naissance de l'écrivain yiddishophone Mendele Moicher Sforim. Le film arrive à un mauvais tournant politique en Pologne pour les Juifs : après la mort du maréchal Józef Piłsudski en mai 1935, les manifestations antisémites peuvent se donner libre cours officiellement. Le film fut censuré pour propagande communiste, donc pro-soviétique, à cause des scènes de soutien aux mineurs polonais en grève et de certaines chansons « prolétariennes. » Il ne fut diffusé dans son pays d'origine que clandestinement ou dans une version censurée. Il fut diffusé en France en mars 1938 Salle Pleyel à Paris avec une présentation de Luis Buñuel, mais aussi à Bruxelles et aux États-Unis.
Le destin du sanatorium comme des enfants et du personnel fut tragique. Certains des enfants du film devinrent des militants du Bund et participèrent au soulèvement du ghetto de Varsovie. Le sanatorium fut pillé par les nazis en 1939, parvient à se maintenir avec des activités réduites et fut détruit le 22 août 1942, les enfants alors présents et une partie du personnel du sanatorium ont été déportés à Treblinka.

## Restauration et distribution
Invisible dans sa version d’origine depuis la guerre, Mir Kumen On a été restauré en 2016 grâce à une coopération internationale entre le MoMA (New York), la Deutsche Kinemathek (Cinémathèque allemande à Berlin) et la Filmoteka Narodowa (Cinémathèque nationale de Pologne), détenteurs de copies du film dans des versions tronquées, doublées ou détériorées, menée à bien par la société Lobster Films. C’est grâce à leur travail, initié en 2014, soutenu en particulier par le Centre Medem Arbeter-Ring et la Fondation pour la mémoire de la Shoah, que Mir Kumen On peut être enfin redécouvert dans sa version originelle, témoignage d'une époque révolue.

## Fiche technique
- Titre original: Mir kumen on /מיר קומען אָן
- Titre en français : Nous arrivons
- Titres en anglais : Children Must Laugh (Les enfants doivent rire) ou "We're on Our Way" (Nous sommes en route)
- Titre en polonais : Droga młodych (La route des jeunes)
- Réalisation : Aleksander Ford
- Assistante du réalisateur : Wika Rajchman
- Scénario : Wanda Wasilewska, Jakob Pat
- Rédacteur : Khayim Solomon Kazhdan [6]
- Production : Shlomo Gilinski, Bund, Kazhdan, Mendelsonn
- Musique : Henekh Kon
- Chœur des enfants : Jankiel Troupiański et Marjan Neuteich
- Photographie : Stanisław Lipiński
- Décor intérieur : Jacek Wajnraich
- Lieu de tournage : Miedzeszyn, Sanatorium Vladimir Medem
- Année de tournage : 1935
- Pays d'origine :  Pologne
- Format :
- Genre : documentaire
- Durée : 59 minutes dans sa version restaurée
- Dates de sortie : 
  - Pologne : 1936 clandestinement, en 1938 en version censurée
  - France : mars 1938
  - États-Unis : 25 mars 1938

## Distribution
- Yekutiel Portnoy : Noyèch, orateur du prologue yiddish
- David Dubinsky et B. Charney Vladeck : orateurs du prologue pour les États-Unis
- Josef Hassid : Ahrele Hokhberg, le jeune violoniste
- les enfants, les éducateurs, les parents des enfants du sanatorium